# 王始
王始（？—403年），十六國時期民變首領之一。

## 生平
403年，王始在南燕泰山郡聚眾數萬人起事，自稱太平皇帝，尊父亲为太上皇，哥哥为征东将军，弟弟征西将军。有文獻指出其所建立的政權，年號即為太平。南燕桂林王慕容镇派兵讨伐并擒获了王始，将他处斩于都市。临刑前，有人问王始的父亲及兄弟在哪，王始说：“太上皇蒙尘在外，征东、征西将军为乱兵所害，只剩朕一人无所依靠。”他的妻子生气地和他说：“你就是这张嘴惹事，今天才会落到这个地步，现在怎么又来了！”王始答道：“皇后！自古哪有不破之家，不亡之国啊！”行刑者用刀环用力撞击他，王始仰视着行刑者说：“朕驾崩就驾崩罢了，帝号是绝对不改的。”慕容德听说后，讥笑王始。

## 年号
《資治通鑒》和《晉書·慕容德載記》均未有記載年號。李兆洛的《紀元編》謂王始的年號為太平，未詳何時。

## 評價
王始只是史籍中的一小段記載，作家柏楊卻在《柏楊版資治通鑑》中第28冊的引作書名，他以這段具體而微的事例，來表示「槍桿出政權」所造成的鬧劇不斷。不獨王始，甚至慕容德的南燕政權，在其與其後繼者稱孤道寡數年後，最後也落得和王始同樣的下場。柏楊認為，就是建國更久的君主，其實也是笑料一場。王始的皇帝夢之所以被人笑，表面上是由於不自量力，其實只是因為他的槍桿子比人小而已。